# Danh sách tập phim Clarence
Clarence là một chương trình hoạt hình Hoa Kỳ được tạo bởi Skyler Page cho Cartoon Network. Chương trình nói về cậu bé tên là Clarence và hai người bạn tốt nhất của cậu, Jeff và Sumo. Page, một cựu họa sĩ bản thảo của Adventure Time, phát triển chương trình như là một phần của kế hoạch phát triển các chương trình của Cartoon Network vào năm 2012.
Chương trình hiện tại có 51 tập, với một bản chiếu thử chiếu vào ngày 17 tháng 2 năm 2014. Chương trình chính thức phát sóng vào ngày 14 tháng 4 năm 2014 và có hơn 2,3 triệu lượt xem trên kênh Cartoon Network.
Bản chiếu thử của series đã được đề cử cho giải thưởng Nghệ thuật Sáng tạo Emmy. Vào tháng 7 năm 2015, Clarence được gia hạn cho một mùa thứ hai bắt đầu từ ngày 18 tháng 1 năm 2016.
Mùa thứ ba của loạt phim chiếu vào ngày 10 tháng 2 năm 2017.

## Tổng quan
| Mùa | Mùa | Số tập | Số tập | Phát sóng gốc       | Phát sóng gốc        |
| Mùa | Mùa | Số tập | Số tập | Phát sóng lần đầu   | Phát sóng lần cuối   |
| --- | --- | ------ | ------ | ------------------- | -------------------- |
|     | 1   | 51     | 51     | 14 tháng 4 năm 2014 | 27 tháng 10 năm 2015 |
|     | 2   | 39     | 39     | 18 tháng 1 năm 2016 | 3 tháng 2 năm 2017   |
|     | 3   | 40     | 40     | 10 tháng 2 năm 2017 | 24 tháng 6 năm 2018  |

## Tập

### Mùa 1 (2014-15)
| TT. tổng thể | TT. trong mùa phim | Tiêu đề                               | Ngày phát hành gốc   | Ngày phát sóng tại Việt Nam |
| ------------ | ------------------ | ------------------------------------- | -------------------- | --------------------------- |
| 1            | 1                  | "Fun Dungeon Face Off"                | 14 tháng 4 năm 2014  | 7 tháng 1 năm 2015          |
| 2            | 2                  | "Pretty Great Day with a Girl"        | 14 tháng 4 năm 2014  | 5 tháng 1 năm 2015          |
| 3            | 3                  | "Money Broom Wizard"                  | 21 tháng 4 năm 2014  | 6 tháng 1 năm 2015          |
| 4            | 4                  | "Lost in the Supermarket"             | 21 tháng 4 năm 201   | 12 tháng 1 năm 2015         |
| 5            | 5                  | "Clarence's Millions"                 | 28 tháng 4 năm 2014  | 13 tháng 1 năm 2015         |
| 6            | 6                  | "Clarence Gets a Girlfriend"          | 5 tháng 5 năm 2014   | 9 tháng 1 năm 2015          |
| 7            | 7                  | "Jeff's New Toy"                      | 12 tháng 5 năm 2014  | 16 tháng 1 năm 2015         |
| 8            | 8                  | "Dinner Party"                        | 12 tháng 6 năm 2014  | 8 tháng 1 năm 2015          |
| 9            | 9                  | "Honk"                                | 19 tháng 6 năm 2014  | 19 tháng 1 năm 2015         |
| 10           | 10                 | "Dollar Hunt" "Tập phim săn tìm đôla" | 26 tháng 6 năm 2014  | 15 tháng 1 năm 2015         |
| 11           | 11                 | "Zoo"                                 | 3 tháng 7 năm 2014   | 20 tháng 1 năm 2015         |
| 12           | 12                 | "Rise 'n' Shine"                      | 10 tháng 7 năm 2014  | 21 tháng 1 năm 2015         |
| 13           | 13                 | "Man of the House"                    | 17 tháng 7 năm 2014  | 19 tháng 2 năm 2015         |
| 14           | 14                 | "Puddle Eyes"                         | 24 tháng 7 năm 2014  | 20 tháng 2 năm 2015         |
| 15           | 15                 | "Dream Boat"                          | 31 tháng 7 năm 2014  | 24 tháng 2 năm 2015         |
| 16           | 16                 | "Slumber Party"                       | 7 tháng 8 năm 2014   | 14 tháng 1 năm 2015         |
| 17           | 17                 | "Nature Clarence"                     | 14 tháng 8 năm 2014  | 23 tháng 2 năm 2015         |
| 18           | 18                 | "Average Jeff"                        | 2 tháng 10 năm 2014  | 26 tháng 2 năm 2015         |
| 19           | 19                 | "Lizard Day Afternoon"                | 9 tháng 10 năm 2014  | 25 tháng 2 năm 2015         |
| 20           | 20                 | "The Forgotten"                       | 16 tháng 10 năm 2014 | 18 tháng 2 năm 2015         |
| 21           | 21                 | "Neighborhood Grill"                  | 23 tháng 10 năm 2014 | 17 tháng 2 năm 2015         |
| 22           | 22                 | "Belson's Sleepover"                  | 30 tháng 10 năm 2014 | 16 tháng 2 năm 2015         |
| 23           | 23                 | "Too Gross for Comfort"               | 6 tháng 11 năm 2014  | 27 tháng 2 năm 2015         |
| 24           | 24                 | "Pilot Expansion"                     | 13 tháng 11 năm 2014 | 2 tháng 3 năm 2015          |
| 25           | 25                 | "Patients"                            | 20 tháng 11 năm 2014 | 4 tháng 3 năm 2015          |
| 26           | 26                 | "Rough Riders Elementary"             | 1 tháng 12 năm 2014  | 3 tháng 3 năm 2015          |
| 27           | 27                 | "Nothing Ventured"                    | 2 tháng 12 năm 2014  | 7 tháng 7 năm 2015          |
| 28           | 28                 | "Bedside Manners"                     | 3 tháng 12 năm 2014  | 6 tháng 7 năm 2015          |
| 29           | 29                 | "Jeff Wins"                           | 4 tháng 12 năm 2014  | 9 tháng 7 năm 2015          |
| 30           | 30                 | "Suspended"                           | 6 tháng 4 năm 2015   | 10 tháng 7 năm 2015         |
| 31           | 31                 | "Turtle Hats"                         | 7 tháng 4 năm 2015   | 15 tháng 7 năm 2015         |
| 32           | 32                 | "Goose Chase"                         | 8 tháng 4 năm 2015   | 16 tháng 7 năm 2015         |
| 33           | 33                 | "Goldfish Follies"                    | 9 tháng 4 năm 2015   | 8 tháng 7 năm 2015          |
| 34           | 34                 | "Chimney"                             | 10 tháng 4 năm 2015  | 17 tháng 7 năm 2015         |
| 35           | 35                 | "Straight Illin'"                     | 16 tháng 4 năm 2015  | 14 tháng 7 năm 2015         |
| 36           | 36                 | "Dust Buddies"                        | 23 tháng 4 năm 2015  | 13 tháng 7 năm 2015         |
| 37           | 37                 | "Hurricane Dilliss"                   | 30 tháng 4 năm 2015  | 20 tháng 7 năm 2015         |
| 38           | 38                 | "Hoofin' It"                          | 7 tháng 5 năm 2015   | 21 tháng 7 năm 2015         |
| 39           | 39                 | "Detention"                           | 14 tháng 5 năm 2015  | TBA                         |
| 40           | 40                 | "Hairence"                            | 21 tháng 5 năm 2015  | TBA                         |
| 41           | 41                 | "Lil' Buddy"                          | 20 tháng 7 năm 2015  | TBA                         |
| 42           | 42                 | "Chalmers Santiago"                   | 21 tháng 7 năm 2015  | TBA                         |
| 43           | 43                 | "Tuckered Boys"                       | 22 tháng 7 năm 2015  | TBA                         |
| 44           | 44                 | "Water Park"                          | 23 tháng 7 năm 2015  | TBA                         |
| 45           | 45                 | "Where the Wild Chads Are"            | 24 tháng 7 năm 201   | TBA                         |
| 46           | 46                 | "Breehn Ho!"                          | 6 tháng 8 năm 2015   | TBA                         |
| 47           | 47                 | "The Big Petey Pizza Problem"         | 13 tháng 8 năm 2015  | TBA                         |
| 48           | 48                 | "The Break Up"                        | 20 tháng 8 năm 2015  | TBA                         |
| 49           | 49                 | "In Dreams"                           | 27 tháng 8 năm 2015  | TBA                         |
| 50           | 50                 | "Balance"                             | 3 tháng 9 năm 2015   | TBA                         |
| 51           | 51                 | "Spooky Boo"                          | 27 tháng 10 năm 2015 | TBA                         |

### Mùa 2 (2016-17)
| TT. tổng thể | TT. trong mùa phim | Tiêu đề                                    | Ngày phát hành gốc   | Ngày phát sóng tại Việt Nam |
| ------------ | ------------------ | ------------------------------------------ | -------------------- | --------------------------- |
| 52           | 1                  | "The Interrogation"                        | 18 tháng 1 năm 2016  | 8 tháng 2 năm 2016          |
| 53           | 2                  | "Lost Playground"                          | 18 tháng 1 năm 2016  | 17 tháng 2 năm 2016         |
| 54           | 3                  | "Bỉd Boy Man"                              | 19 tháng 1 năm 2016  | 9 tháng 2 năm 2016          |
| 55           | 4                  | "Freedom Cactus"                           | 20 tháng 1 năm 2016  | 12 tháng 2 năm 2016         |
| 56           | 5                  | "Plane Excited" "Tập sợ đi máy bay"        | 21 tháng 1 năm 2016  | 10 tháng 2 năm 2016         |
| 57           | 6                  | "Escape from Beyond the Cosmic"            | 22 tháng 1 năm 2016  | 15 tháng 2 năm 2016         |
| 58           | 7                  | "Ren Faire"                                | 28 tháng 1 năm 2016  | 11 tháng 2 năm 2016         |
| 59           | 8                  | "Time Crimes"                              | 4 tháng 2 năm 2016   | 16 tháng 2 năm 2016         |
| 60           | 9                  | "Saturday School"                          | 11 tháng 2 năm 2016  | 18 tháng 2 năm 2016         |
| 61           | 10                 | "Attack the Block Party"                   | 18 tháng 2 năm 2016  | 19 tháng 2 năm 2016         |
| 62           | 11                 | "Field Trippin'"                           | 25 tháng 2 năm 2016  | 8 tháng 8 năm 2016          |
| 63           | 12                 | "Ice Cream Hunt"                           | 3 tháng 3 năm 2016   | 9 tháng 8 năm 2016          |
| 64           | 13                 | "Company Man"                              | 10 tháng 3 năm 2016  | 10 tháng 8 năm 2016         |
| 65           | 14                 | "Stump Brothers"                           | 17 tháng 3 năm 2016  | 11 tháng 8 năm 2016         |
| 66           | 15                 | "The Tails of Mardrynia"                   | 25 tháng 3 năm 2016  | 15 tháng 8 năm 2016         |
| 67           | 16                 | "Clarence Wendle and the Eye of Coogan"    | 25 tháng 3 năm 2016  | 17 tháng 8 năm 2016         |
| 68           | 17                 | "Sneaky Peeky"                             | 29 tháng 3 năm 2016  | 12 tháng 8 năm 2016         |
| 69           | 18                 | "Game Show"                                | 21 tháng 4 năm 2016  | 16 tháng 8 năm 2016         |
| 70           | 19                 | "Skater Sumo"                              | 28 tháng 4 năm 2016  | 18 tháng 8 năm 2016         |
| 71           | 20                 | "Mystery Girl"                             | 5 tháng 5 năm 2016   | 7 tháng 12 năm 2016         |
| 72           | 21                 | "The Substitute"                           | 12 tháng 5 năm 2016  | 8 tháng 12 năm 2016         |
| 73           | 22                 | "Classroom"                                | 19 tháng 5 năm 2016  | 9 tháng 12 năm 2016         |
| 74           | 23                 | "Dullance"                                 | 26 tháng 5 năm 2016  | 10 tháng 12 năm 2016        |
| 75           | 24                 | "Jeff's Secret"                            | 2 tháng 6 năm 2016   | 11 tháng 12 năm 2016        |
| 76           | 25                 | "Space Race"                               | 9 tháng 6 năm 2016   | 14 tháng 12 năm 2016        |
| 77           | 26                 | "Plant Daddies"                            | 16 tháng 6 năm 2016  | 15 tháng 12 năm 2016        |
| 78           | 27                 | "Bucky and the Howl"                       | 23 tháng 6 năm 2016  | 16 tháng 12 năm 2016        |
| 79           | 28                 | "Worm Bin"                                 | 1 tháng 11 năm 2016  | 17 tháng 12 năm 2016        |
| 80           | 29                 | "Clarence and Sumo's Rexcellent Adventure" | 2 tháng 11 năm 2016  | 18 tháng 12 năm 2016        |
| 81           | 30                 | "Birthday"                                 | 3 tháng 11 năm 2016  | 21 tháng 12 năm 2016        |
| 82           | 31                 | "Tree of Life"                             | 4 tháng 11 năm 2016  | 22 tháng 12 năm 2016        |
| 83–84        | 32–33              | "Capture the Flag"                         | 14 tháng 11 năm 2016 | 30 tháng 12 năm 2016        |
| 85           | 34                 | "Cloris"                                   | 15 tháng 11 năm 2016 | 23 tháng 12 năm 2016        |
| 86           | 35                 | "Fishing Trip"                             | 16 tháng 11 năm 2016 | 24 tháng 12 năm 2016        |
| 87           | 36                 | "Belson's Backpack"                        | 17 tháng 11 năm 2016 | 28 tháng 12 năm 2016        |
| 88           | 37                 | "Motel"                                    | 18 tháng 11 năm 2016 | 29 tháng 12 năm 2016        |
| 89           | 38                 | "Merry Moochmas"                           | 1 tháng 12 năm 2016  | 25 tháng 12 năm 2016        |
| 90           | 39                 | "Pizza Hẻo"                                | 3 tháng 2 năm 2017   | 8 tháng 5 năm 2017          |

### Mùa 3 (2017-18)
| TT. tổng thể | TT. trong mùa phim | Tiêu đề                                             | Ngày phát hành gốc   | Ngày phát sóng tại Việt Nam |
| ------------ | ------------------ | --------------------------------------------------- | -------------------- | --------------------------- |
| 91           | 1                  | "Sumo Goes West"                                    | 10 tháng 2 năm 2017  | 8 tháng 5 năm 2017          |
| 92           | 2                  | "Valentimes"                                        | 10 tháng 2 năm 2017  | 8 tháng 8 năm 2017          |
| 93           | 3                  | "Clarence for President"                            | 24 tháng 2 năm 2017  | 7 tháng 8 năm 2017          |
| 94           | 4                  | "Rock Show"                                         | 24 tháng 2 năm 2017  | 10 tháng 5 năm 2017         |
| 95           | 5                  | "The Phantom Clarence"                              | 5 tháng 6 năm 2017   | 9 tháng 10 năm 2017         |
| 96           | 6                  | "Jeffery Wendle"                                    | 5 tháng 6 năm 2017   | 9 tháng 10 năm 2017         |
| 97           | 7                  | "Badgers 'n' Bunkers"                               | 5 tháng 6 năm 2017   | 9 tháng 10 năm 2017         |
| 98           | 8                  | "Dingus 'n' McNobrain"                              | 5 tháng 6 năm 2017   | 9 tháng 10 năm 2017         |
| 99           | 9                  | "Bye Bye Baker"                                     | 5 tháng 6 năm 2017   | 9 tháng 10 năm 2017         |
| 100          | 10                 | "Flood Brothers"                                    | 5 tháng 6 năm 2017   | 9 tháng 10 năm 2017         |
| 101          | 11                 | "Pool's Out for Summer"                             | 6 tháng 6 năm 2017   | 15 tháng 8 năm 2017         |
| 102          | 12                 | "Big Game"                                          | 7 tháng 6 năm 2017   | 10 tháng 10 năm 2017        |
| 103          | 13                 | "The Boxcurse Children"                             | 8 tháng 6 năm 2017   | 11 tháng 10 năm 2017        |
| 104          | 14                 | "Karate Mom"                                        | 12 tháng 6 năm 2017  | 16 tháng 8 năm 2017         |
| 105          | 15                 | "Clarence Loves Shoopy"                             | 13 tháng 6 năm 2017  | 9 tháng 5 năm 2017          |
| 106          | 16                 | "Public Radio"                                      | 14 tháng 6 năm 2017  | 17 tháng 8 năm 2017         |
| 107          | 17                 | "Chad and the Marathon"                             | 15 tháng 6 năm 2017  | 12 tháng 10 năm 2017        |
| 108          | 18                 | "Officer Moody"                                     | 19 tháng 6 năm 2017  | 9 tháng 8 năm 2017          |
| 109          | 19                 | "Gilben's Different"                                | 20 tháng 6 năm 2017  | 10 tháng 8 năm 2017         |
| 110          | 20                 | "Cool Guy Clarence"                                 | 21 tháng 6 năm 2017  | 11 tháng 8 năm 2017         |
| 111          | 21                 | "Just Wait in the Car"                              | 22 tháng 6 năm 2017  | 14 tháng 8 năm 2017         |
| 112          | 22                 | "Missing Cat"                                       | 26 tháng 6 năm 2017  | 10 tháng 5 năm 2017         |
| 113          | 23                 | "Big Trouble in Little Aberdale"                    | 27 tháng 6 năm 2017  | 18 tháng 8 năm 2017         |
| 114          | 24                 | "Dare Day"                                          | 28 tháng 6 năm 2017  | 13 tháng 10 năm 2017        |
| 115          | 25                 | "The Trade"                                         | 29 tháng 6 năm 2017  | 13 tháng 10 năm 2017        |
| 116          | 26                 | "A Nightmare on Aberdale Street: Balance's Revenge" | 27 tháng 10 năm 2017 | 4 tháng 1 năm 2018          |
| 117          | 27                 | "Chadsgiving"                                       | 17 tháng 11 năm 2017 | 10 tháng 1 năm 2018         |
| 118          | 28                 | "A Sumoful Mind"                                    | 10 tháng 6 năm 2018  | 1 tháng 1 năm 2018          |
| 119          | 29                 | "Animal Day"                                        | 10 tháng 6 năm 2018  | 2 tháng 1 năm 2018          |
| 120          | 30                 | "The Tunnel"                                        | 10 tháng 6 năm 2018  | 3 tháng 1 năm 2018          |
| 121          | 31                 | "Talent Show"                                       | 10 tháng 6 năm 2018  | 9 tháng 1 năm 2018          |
| 122          | 32                 | "RC Car"                                            | 10 tháng 6 năm 2018  | 16 tháng 1 năm 2018         |
| 123          | 33                 | "Dog King Clarence"                                 | 17 tháng 6 năm 2018  | 5 tháng 1 năm 2018          |
| 124          | 34                 | "Trampoline"                                        | 17 tháng 6 năm 2018  | 8 tháng 1 năm 2018          |
| 125          | 35                 | "Clarence the Movie"                                | 17 tháng 6 năm 2018  | 11 tháng 11 năm 2018        |
| 126          | 36                 | "Belson Gets a Girlfriend"                          | 17 tháng 6 năm 2018  | 12 tháng 11 năm 2018        |
| 127          | 37                 | "Brain TV"                                          | 17 tháng 6 năm 2018  | 17 tháng 1 năm 2018         |
| 128          | 38                 | "Etiquette Clarence"                                | 24 tháng 6 năm 2018  | 15 tháng 1 năm 2018         |
| 129          | 39                 | "Video Store"                                       | 24 tháng 6 năm 2018  | 19 tháng 1 năm 2018         |
| 130          | 40                 | "Anywhere But Sumo"                                 | 24 tháng 6 năm 2018  | 18 tháng 1 năm 2018         |